# Албанці в Греції

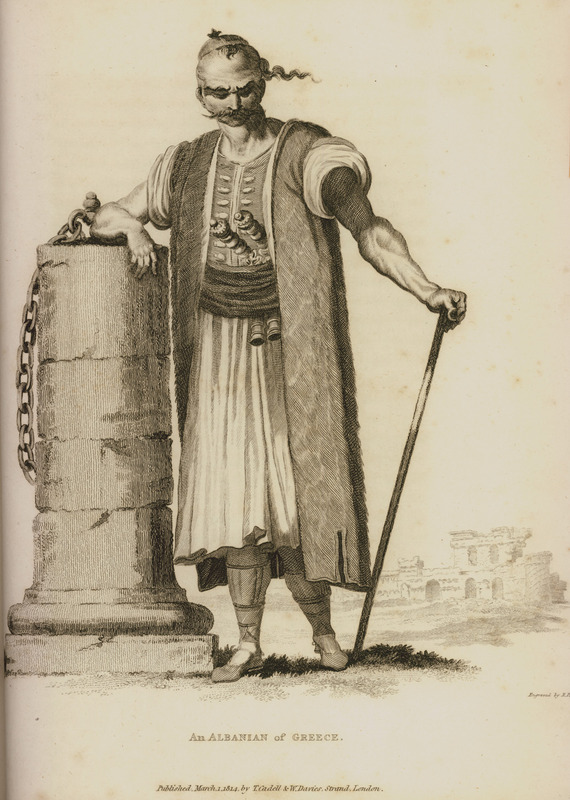
«Албанець з Греції», 1813

Албанці в Греції (алб. Shqiptarët në Greqi; грец. Αλβανοί στην Ελλάδα, трансліт. Alvanoí stin Elláda) — люди албанської етнічної приналежності або походження, які живуть або походять з районів сучасної Греції. Внаслідок різних хвиль міграції вони розділені на окремі спільноти. Уперше албанці мігрували до Греції наприкінці ХІІІ століття. Нащадки населення албанського походження, які оселилися в Греції в середні віки, є арванітами, які були повністю асимільовані в грецьку націю та самоідентифікують себе як греки. Сьогодні вони все ще зберігають свій окремий піддіалект тоської албанської мови, відомий як арнаутський діалект, хоча він знаходиться під загрозою зникнення, оскільки молодші покоління більше не розмовляють ним через мовне виснаження.
Чами — албанська група з прибережних частин Епіру, північно-західної Греції та найпівденнішої частини Албанії. Чами мусульманської віри були вигнані з Епіру під час Другої світової війни після того, як значна частина їхнього населення співпрацювала з окупаційними силами Осі. Греко-православні албанські громади були асимільовані в грецьку націю.
Поряд з цими двома групами, велика хвиля економічних мігрантів з Албанії увійшла до Греції після падіння комунізму (1991) і формує найбільшу спільноту емігрантів у країні. Вони утворюють найбільшу групу мігрантів у Греції. Щоб уникнути упереджень і відчуження частина цих іммігрантів уникає заявляти, що вони албанці. Ці новоприбулі албанці можуть вдатися до тактики самоасиміляції, наприклад змінити своє албанське ім'я на грецьке, а якщо вони мусульмани, свою релігію з ісламу на православ'я. Завдяки цьому вони сподіваються отримати легший доступ до віз і натуралізації. Після міграції до Греції більшість охрещуються та інтегруються.
Хоча Греція не реєструє етнічну приналежність під час перепису населення, албанці утворюють найбільшу негрецьку етнічну спільноту та найбільшу кількість іммігрантів у країні. Станом на 2019 рік Греція була другим за популярністю місцем призначення для албанців, оскільки рух до Греції становив 35,3 % від загальної албанської імміграції. Албанські іммігранти є найбільшою спільнотою іммігрантів у Греції. Останніми роками в пошуках кращих перспектив багато албанських робітників та їхні родини виїхали з Греції в інші країни Європи. У 2022 році кількість громадян Албанії в Греції з дійсним посвідкою на проживання становила 291 868; менше з 422 954 у 2021 році. Станом на  2022 рік, загалом могло бути понад 500 000 албанських іммігрантів та їхніх дітей, які протягом багатьох років отримали грецьке громадянство.

## Корінні албанські громади

### Чамські албанці та суліоти
Групи албанців вперше згадуються в Епірі в епоху середньовіччя. Деякі з їхніх нащадків утворюють спільноту албанців-чамів, які раніше населяли прибережні регіони Епіру, в основному відповідні Теспротії. Від інших албанських груп чамів відрізняє їхній окремий діалект тоської албанської мови, чамський діалект, який є одним з найбільш консервативних албанських діалектів. Під час правління Османської імперії в Епірі багато чамів прийняли іслам, тоді як меншість залишилася греко-православною.
Суліоти були окремою підгрупою албанців-чамів, які жили в регіоні Сулі та були відомі своєю роллю у війні за незалежність Греції.
Коли 1913 року після Балканських воєн Епір приєднався до Греції, мусульмани-чами втратили привілейований статус, яким вони користувалися під час османського правління, і час від часу зазнавали дискримінації. Під час Другої світової війни значна частина мусульманів-чамів співпрацювала з окупаційними силами Осі, вчиняючи звірства проти місцевого населення. У 1944 році, коли країни Осі відступили, багато мусульманів-чамів втекли до Албанії або були насильно вигнані групою опору EDES. Ця подія відома як вигнання чамських албанців.

### Південна Греція
Арваніти — це група населення Греції, яка традиційно розмовляє арванітикою, формою тоської албанської мови. Вони походять від албанських поселенців, які мігрували до Греції в пізньому середньовіччі, і були домінуючим елементом населення деяких регіонів на півдні Греції до ХІХ століття. Арваніти сьогодні ідентифікують себе як греки та значною мірою асимілювалися в основну грецьку культуру, і хоча вони зберігають свій арванітський діалект і культурну схожість з албанцями, вони відмовляються від національних зв'язків з ними та не вважають себе етнічною меншиною. Албанська залишалася «другою мовою» в грецькому флоті до ХХ століття. Арванітська знаходиться під загрозою зникнення через мовний перехід до грецької мови та масштабну внутрішню міграцію до міст за останні десятиліття. Арваніти не вважаються етнічною меншиною в Греції.

### Епір
Перемога албанських племен у битві при Ахелої зробила Епір відкритим для зростаючої албанської міграції. Незабаром албанські племена завоювали більшу частину регіону, за винятком Яніни. 1367 року або незабаром після цього була захоплена Арта, ставши центром Артського деспотату, який проіснував до 1416 року.
Історично, крім поселень Чам і Суліот, албанці також сформували громади в інших районах Епіру. Християни-албанці, які сьогодні знаходяться в Епірі, ототожнюють себе з грецькою нацією. Невелика громада розташована в районі Яніна, де вони становлять більшість у двох селах району Коніца. Албанські громади також проживають у селі Плікаті Кониці. Хоча їх іноді називають арванітами, їхні діалекти ближчі до тоскської албанської групи, а не до арванітської.
Албанські громади історично населяли міста Коніца, Дельвінакі, Погоніані, Горгопотамос, Мусіотіца, села Агія, Аммудія, Антуса, Каналлакі та Наркісос, а також село Кастрі, які розташовані в регіональних одиницях Яніна, Превеза та Теспротія. У західному районі Яніна албанці були зосереджені в регіоні, відомому як Царковіста (розділений між сучасними Додоні та Зіросо). До албаномовної території входили Зермі, Кранія, Пападатес, Русаца, Дервізіана, Мусіотіца. У середині 1800-х років албанською мовою розмовляли в 33 із 46 сіл Царковиста. Наприкінці ХІХ століття використання албанської мови зменшилося. Сірзіана, Мусіотіца, Дервізіана та Зоріста описуються як виключно албаномовні, тоді як використання албанської мови припинилося в Ліппасі, Тоскесі, Граціані, Баріадесі, Копаної до 1888 року, згідно з сучасним грецьким істориком І. Лабрідісом.
Протягом століть деякі групи албанців також оселилися в різних селах Загорі. Більшість албанських поселень у Загорі можна віднести до поселень після XV століття, які виникли внаслідок нестачі робочої сили, спричиненої міграцією місцевих жителів, а також рухами груп, таких як суліоти. Цих албанців (місцеві їх знали як Arvanítes вважали métoikoi «іммігрантами»; вони складали найнижчий соціальний клас у регіоні і жили на околицях сіл без цивільних і майнових прав. Вони часто працювали охоронцями сіл, які не мали військового захисту, і робітниками на їхніх полях. Вони одружувалися в громадах Загори або були усиновлені загорськими родинами і швидко стали частиною місцевого населення. У випадку Трістено, хоча серед місцевого населення не збереглося жодних спогадів про будь-яку присутність албанців у минулому, албанські мовні залишки в місцевій грецькій мові дозволяють припустити, що вони були першими поселенцями села; це також пояснює місцеву арумунську назву села Arbineshi. Крім Трістено, албанці також оселилися в селах Арісті, Мегало Папінго, Антракітіс, Аспрангелоі, Кавалларі, Кіпі, Лептокарія, Монодендрі, Цепелово, Вітса, Врадето і, можливо, Капесово. Місцеві албанські сліди, за винятком деяких топонімів, зникли; широке дослідження 3546 топонімів у Загорі виявило, що 184 (5,19 %) були запозиченими через албанську мову.
У місті Яніна існувала значна меншість албанськомовних, які розмовляли діалектом, проміжним між чамським і лабським. Однак під час османської ери албанська меншина в казі Яніна не складалася з корінних сімей, а обмежувалася деякими османськими державними службовцями.

### Македонія

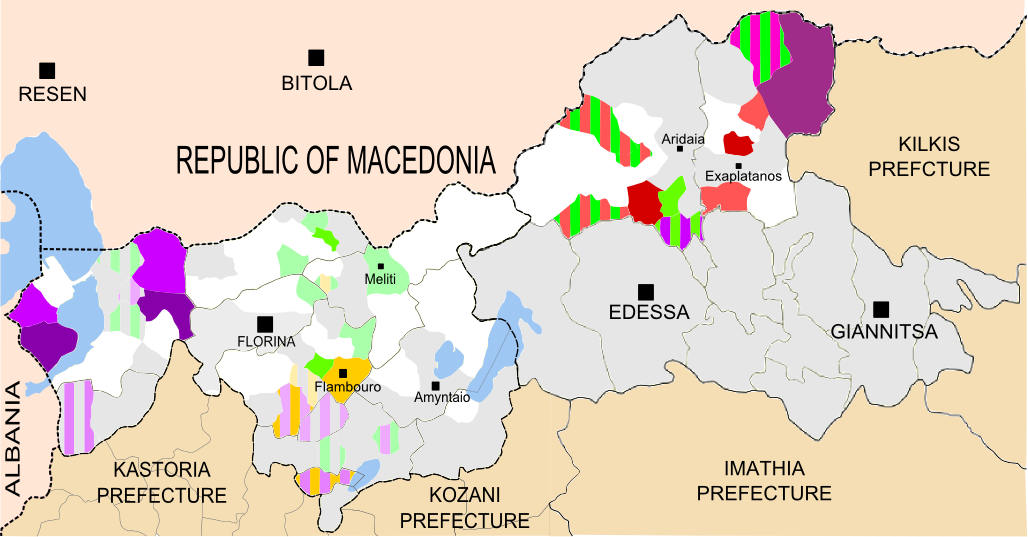
Села Флорини з носіями арванітської мови жовтого кольору

У регіоні Македонії також були поселення албанців. У сучасну епоху лише невелику групу християн, які розмовляють албанською мовою та албанським діалектом північної тоскської мови, все ще можна знайти в селах Дросопігі, Флампуро, Лехово в регіональній одиниці Флоріна. Однак під час османської епохи албанське населення регіону було більш поширеним. Ці громади здебільшого були знайдені в містах Флорина та Касторія та навколо них.
Албанці-мусульмани населяли саме місто Флорина разом із сусідніми селами Пілі, Лефконас, Лаймос, Агіос Германос, Тропаюхос, Кольчики, Агіос Вартоломайос, Като Клейнес і Ано Клейнес. Турки Скопії були турецькими албанцями, дорослі знали албанську, а молодь — лише турецьку.
З іншого боку, православні албанці проживали в селах Като Ідрусса, Ано Ідрусса і Тріпотамос, і ці громади використовували албанську мову принаймні до 1990-х років.
У Касторії албанці в самому місті, а також у навколишньому селі Джаннохоріо були православними християнами, тоді як албанці-мусульмани населяли села Пефкос, Нікі, Коромілія, Діпотамія та Комнінадес.
В районі Гревени село Синдендро було населено мусульманським албанським населенням.
Після пограбування албанського села Мандріца в жовтні 1913 року албанці заселили села Ампаркій (пізніше перейменовані на їхню честь в Мандрес) у районі Кілкіс, а також села Суроті та Заглівері в регіоні Салоніки.
Спорадичні албанські громади, православні за вірою, розселилися в інших областях Македонії, включаючи села Неа Петра, Калохорі і Паралімної в номі Серрес.
Ті невеликі арванітськомовні спільноти в Епірі та номі Флоріни також ідентифікуються як частина грецької нації.

### Фессалія
Після 1318 р. Фессалію захопили албанські племена малакасіоі, буа і мазреку. Сліди малакасіоі очевидні в поселенні Малакасі, яке бере назву племені.

### Західна Фракія
Іншу невелику групу можна знайти в північно-східній Греції, у грецькій Македонії та західній Фракії вздовж кордону з Туреччиною в результаті міграції на початку ХХ століття. Вони розмовляють північною тоською підгілкою тоської албанської мови і є нащадками православного албанського населення Східної Фракії, яке було змушене мігрувати під час обміну населенням між Грецією та Туреччиною в 1920-х роках. Вони відомі в Греції як арваніти, назва, що застосовується в Греції до всіх груп албанського походження, але в першу чергу відноситься до південної діалектологічної групи арнавітів. Албаномовні жителі Західної Фракії та Македонії використовують загальну албанську самоназву Shqiptar.

## Албанські іммігранти

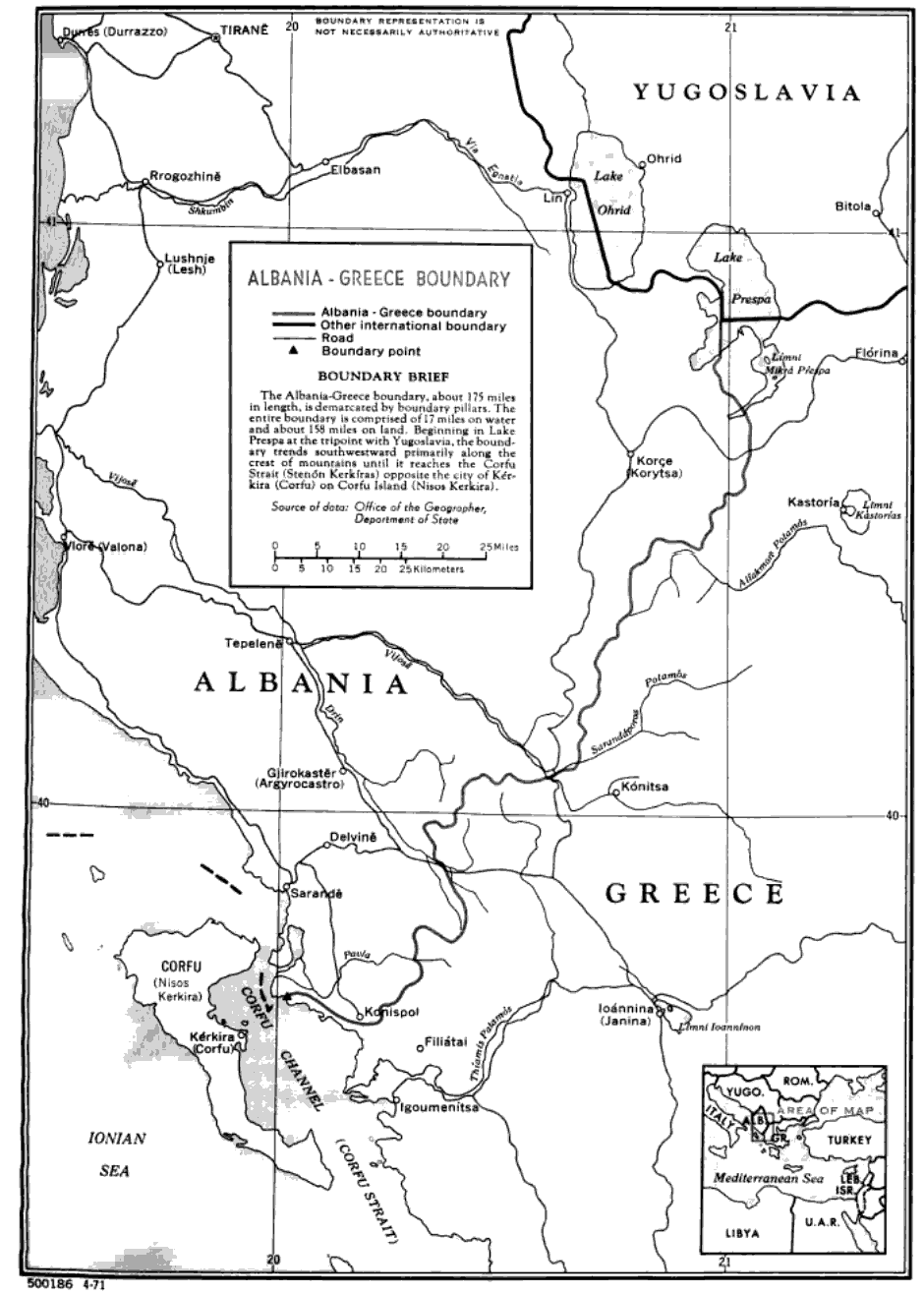
Албано-грецький кордон

Після падіння комуністичного уряду в Албанії 1990 року велика кількість економічних іммігрантів з Албанії прибула до Греції в пошуках роботи. Існує сім основних типів міграції та повернення між Албанією та Грецією. Повернення могло бути підготовленим, або різким і вимушеним, або добровільним. І ці типи також мають відтінки існування через необхідність, або за вибором, або за можливістю. Існує також ідея, що повернення є «успіхом», коли людина емігрувала, набула багатства, а тепер повернулася. За оцінками, недавні економічні мігранти з Албанії становлять 60–65 % від загальної кількості іммігрантів у країні. Системи міграції встановлюються шляхом сукупного ефекту попередніх міграцій на додаток до поточних переміщень. За переписом 2001 року в Греції проживало 443 550 албанських іммігрантів. У 2001 році було видано спеціальне посвідчення особи для етнічних греків з Албанії, яке отримали 189 000 осіб, які на той час проживали в Греції. Для етнічних греків з Албанії цей захід розглядався як ставлення до них як до «громадян нижчого класу», оскільки для того, щоб отримати це, їхню «грецькість» перевіряли у формі анкети. Інша проблема зі спеціальним посвідченням особи була пов'язана з використанням етнічними албанцями підроблених документів, які представляли їх як членів грецької меншини для їх отримання. У 2008 році зміни в законодавстві про громадянство в Греції дозволили власникам спеціальних посвідчень особи отримати грецьке громадянство, і близько 45 000 зробили це лише за перші три роки його впровадження. Станом на  2022 рік кількість громадян Албанії, які є власниками спеціальних ідентифікаційних номерів як homogeneis (грецькі однонаціональні особи), зменшилася до 13 329.
Під час перепису населення 2011 року в Греції було зареєстровано 480 851 Албанських іммігрантів. Враховуючи непостійну або нелегальну міграцію, яка становить до 30 % Албанських іммігрантів у Греції, за іншими оцінками, їх кількість наближається до 600 000—670 000 (~6 % від загальної кількості населення Греції). З тих пір, як у 2011 році почалася економічна криза в Греції, загальна кількість албанців у Греції постійно змінювалася. За дослідженням, проведеним в Албанії в 2012 році, підраховано, що за останні п'ять років близько 18-22 % Албанських іммігрантів повернулися до Албанії. Станом на 2019 рік Греція була другим за популярністю напрямком для албанців, оскільки приплив до Греції становив 35,3 % від загальної кількості албанських іммігрантів. Албанські іммігранти — найчисленніша іммігрантська громада в Греції. В останні роки багато Албанських робітників та членів їх сімей виїхали з Греції до інших країн Європи в пошуках кращих перспектив. У 2022 році кількість громадян Албанії в Греції, які мають дійсний дозвіл на проживання, становила 291 868, порівняно з 422 954 у 2021 році.Станом на  2022 Загалом за ці роки грецьке громадянство отримали понад 500 000 мігрантів албанського походження та їхні діти.
Після того як перше покоління албанських мігрантів осіло в Греції, албанці другого покоління, які народилися або виросли в Греції, почали відвідувати обов'язкову освіту. У 2004—2005 роках було бл. 100 000 албанських учнів у грецькій шкільній системі, і вони становили 72 % учнів-мігрантів (2002—2003). У 2011—2012 роках студенти албанського походження становили 77,6 % учнів-мігрантів у Греції.
Албанці мають довгу історію еллінізації, асиміляції та інтеграції в Грецію. Незважаючи на соціальні та політичні проблеми, пов'язані з хвилею імміграції в 1980-х і 1990-х роках, албанці краще інтегрувалися в Грецію, ніж інші негреки. Частина прибулих албанців змінює своє албанське ім'я на грецьке, а релігію, якщо вони не християни, змінює з ісламу на православ'я. Недавні дослідження показали, що іммігранти другого покоління мають заплутані, гібридні, випадкові та складні почуття ідентичності. Які стосуються почуття прийняття чи приналежності.  Ще до еміграції деякі албанці з півдня Албанії приймають грецьку ідентичність, включаючи зміну імен, прихильність до православної віри та інші тактики асиміляції, щоб уникнути упередженого ставлення до мігрантів у Греції. Таким чином вони сподіваються отримати дійсні візи та зрештою натуралізуватися в Греції.